# Leszek Korzeniowski
Leszek Sylwester Korzeniowski (ur. 1 stycznia 1955 w Warszawie) – polski polityk i przedsiębiorca, poseł na Sejm IV, V, VI, VII i VIII kadencji.

## Życiorys
Z wykształcenia inżynier rolnik. W 1981 ukończył studia na Wydziale Rolniczym Akademii Rolniczej we Wrocławiu.
W latach 70. wstąpił do Polskiej Zjednoczonej Partii Robotniczej. Członkiem PZPR pozostawał do jej rozwiązania. Od 1981 do 1982 odbył służbę w Szkole Podchorążych Rezerwy. W latach 1982–1983 pracował jako zootechnik w Zakładach Sprzętu Motoryzacyjnego POLMO w Praszce. Od 1983 był zatrudniony w sklepie agencyjnym w Zakładzie Zaopatrzenia Ogrodnictwa Wojewódzkiej Spółdzielni Ogrodniczo-Pszczelarskiej w Częstochowie jako sprzedawca, a następnie kierownik. Od 1990 prowadził własną działalność gospodarczą, do 2001 był współwłaścicielem i prezesem firmy FLORA w Praszce. W 2006 objął stanowisko prezesa zarządu spółki z ograniczoną odpowiedzialnością Flora Praszka.
W 2001 wstąpił do Platformy Obywatelskiej, pełnił funkcję przewodniczącego tej partii w województwie opolskim.
Również w 2001 z listy Platformy Obywatelskiej został wybrany na posła IV kadencji w okręgu opolskim. Ponownie uzyskał mandat poselski w okręgu opolskim w wyborach w 2005. W wyborach parlamentarnych w 2007 po raz trzeci został posłem, otrzymując 35 912 głosów. W wyborach w 2011 uzyskał reelekcję, otrzymując największą liczbę głosów w swoim okręgu (20 084 głosy).
W 2015 został ponownie wybrany do Sejmu, otrzymując 26 199 głosów. W Sejmie VIII kadencji został członkiem Komisji Rolnictwa i Rozwoju Wsi oraz Komisji do Spraw Kontroli Państwowej. Nie wystartował w kolejnych wyborach w 2019.
Jest żonaty, ma troje dzieci.